# Gustavo Dezotti
Gustavo Abel Dezotti (ur. 14 kwietnia 1964 w Monte Buey) – argentyński piłkarz, napastnik. Srebrny medalista MŚ 90.
Zawodową karierę zaczynał w Newell’s Old Boys, gdzie grał w latach 1982–1988 (tytuł mistrza Argentyny w 88). W 1988 wyjechał do Włoch. Sezon 1988/1989 spędził w rzymskim S.S. Lazio, w następnych pięciu latach grał w US Cremonese. Później występował w meksykańskich Club León i Atlasie. Karierę kończył w urugwajskim Defensor Sporting w 1998.
W reprezentacji Argentyny w latach 1989–1990 rozegrał 9 spotkań i zdobył jedną bramkę. Podczas mistrzostw świata zagrał w trzech meczach, w tym także w finale. W meczu tym dostał czerwoną kartkę. Wcześniej, jako pierwszy w historii w meczu finałowym, z boiska został usunięty jego rodak Pedro Monzón.